# Indiana Beach
Indiana Beach est un parc d'attractions situé à Monticello, dans l'Indiana, aux États-Unis sur Lake Shafer, un lac artificiel créé sur la rivière Tippecanoe. Le parc ouvert à l’origine sous le nom Ideal Beach en 1926 était seulement composé de sa plage de sable et de quelques stands de rafraîchissement.

## Histoire
Initialement nommé Ideal Beach, le parc d'attractions ouverte par Earl W. Spackman a commencé avec une petite plage au bord d'un lac et quelques équipements. En 1927, la première attraction à sensations fortes a ouvert ses portes et à partir de ce moment-là, elle a commencé à se développer. Dans les années 1930 et 1940, le lieu était populaire pour l'Ideal Beach Ballroom. En 1961, Indiana Beach a ajouté un bateau à aubes appelé Shafer Queen. Ce bateau a fonctionné pendant 11 ans, avant d'être remplacé par un autre bateau à aubes du même nom. En février 2008, il a été annoncé que le parc d'attractions et les terrains de camping d'Indiana Beach avaient été vendus à Morgan RV LLC. Le 1er septembre 2015, il a été annoncé que le parc avait été vendu à Apex Parks Group,.
Le 18 février 2020, Indiana Beach a annoncé sa fermeture définitive après 94 ans d'exploitation, sans projet de réouverture. Apex Parks Group a cité des raisons financières pour la fermeture et a déclaré qu'il avait "travaillé avec diligence" pour trouver un nouvel acheteur pour le parc mais n'avait pas réussi,. En plus des dizaines de travailleurs saisonniers, Indiana Beach employait 27 personnes dans des postes administratifs et d'entretien. Ces travailleurs se sont vu offrir six semaines d'indemnisation.
En mars 2020, Apex Parks Group a déclaré qu'il était en discussion avec des acheteurs potentiels du parc et qu'il était possible que le parc puisse rouvrir cette année. Parce qu'Indiana Beach génère une grande partie des revenus touristiques du comté, les responsables du comté de White ont accepté d'offrir 3 millions de dollars du White County Windfarm Economic Development Fund à l'acheteur une fois la vente terminée.
En avril 2020, Indiana Beach a annoncé que le parc rouvrirait cette année-là. Le parc a été acheté par l'homme d'affaires de Chicago Gene Staples, sous réserve de l'approbation d'un prêt de 3 millions de dollars du comté de White. Le parc a rouvert le 27 juin 2020.

## Le parc d'attractions

### Les montagnes russes
| Nom de l'attraction                   | Type                      | Constructeur                  | Année d'ouverture |
| ------------------------------------- | ------------------------- | ----------------------------- | ----------------- |
| All American Triple Loop              | Montagnes russes en métal | Anton Schwarzkopf             | 2024              |
| Cornball Express                      | Montagnes russes en bois  | Custom Coasters International | 2001              |
| Cyclone                               | Galaxi                    | Robles Bouso Atracciones      | 2022              |
| Hoosier Hurricane                     | Montagnes russes en bois  | Custom Coasters International | 1994              |
| Lost Coaster of Superstition Mountain | Montagnes russes en bois  | Custom Coasters International | 2002              |
| Steel Hawg                            | Montagnes russes en métal | S&S Worldwide                 | 2008              |
| Tig'rr Coaster                        | Montagnes russes en métal | Anton Schwarzkopf             | 1984              |

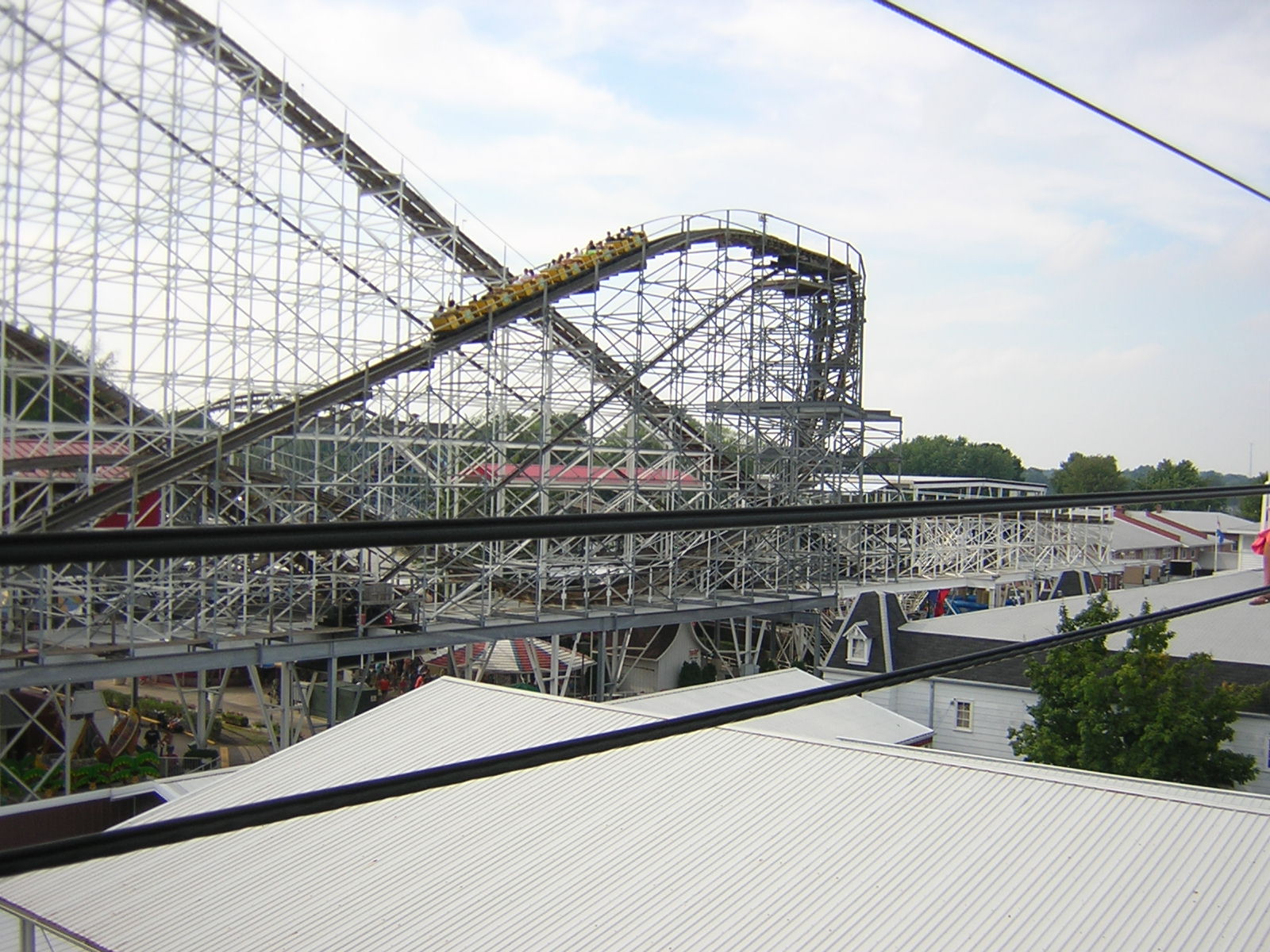
Cornball Express
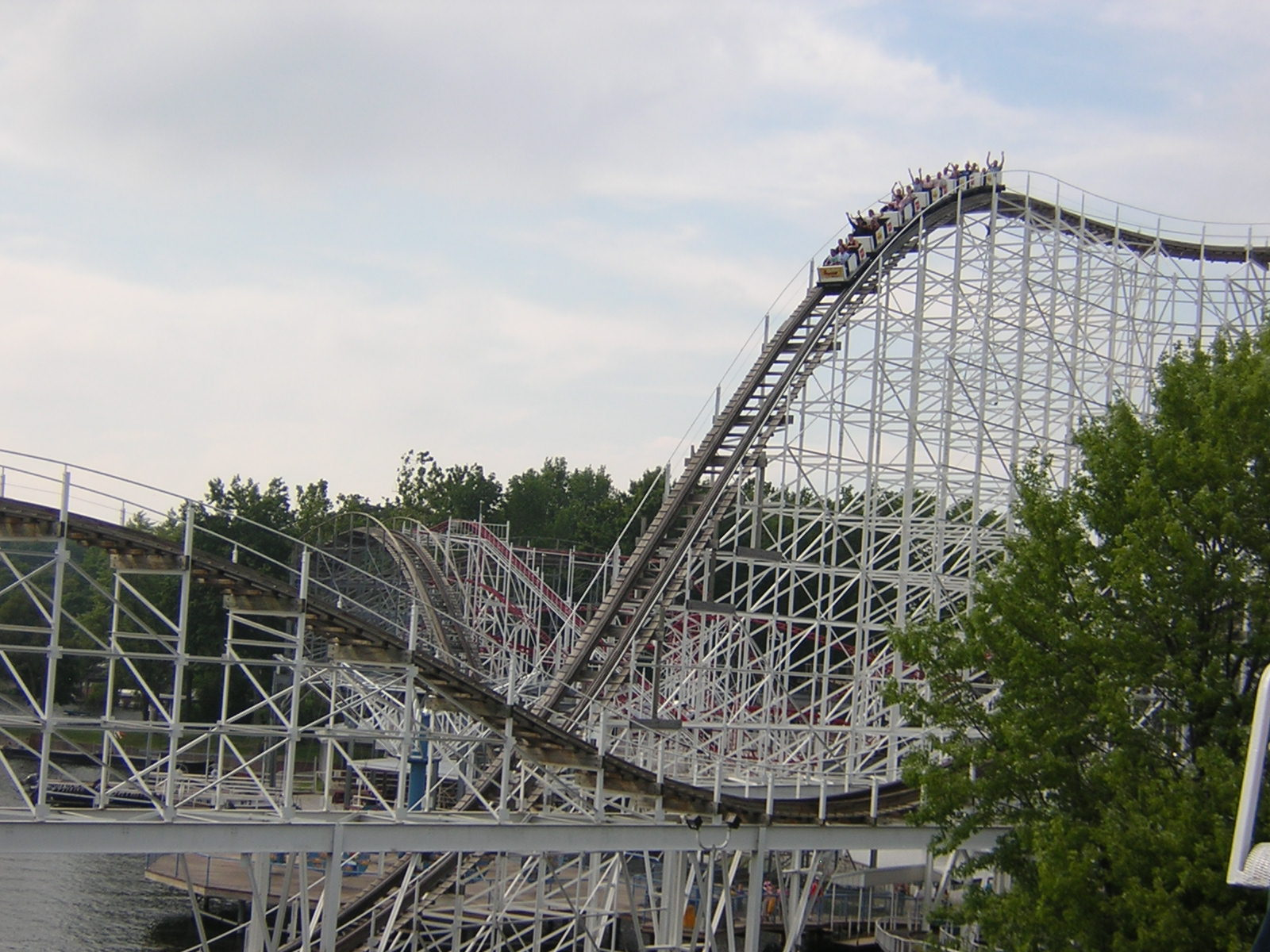
Hoosier Hurricane
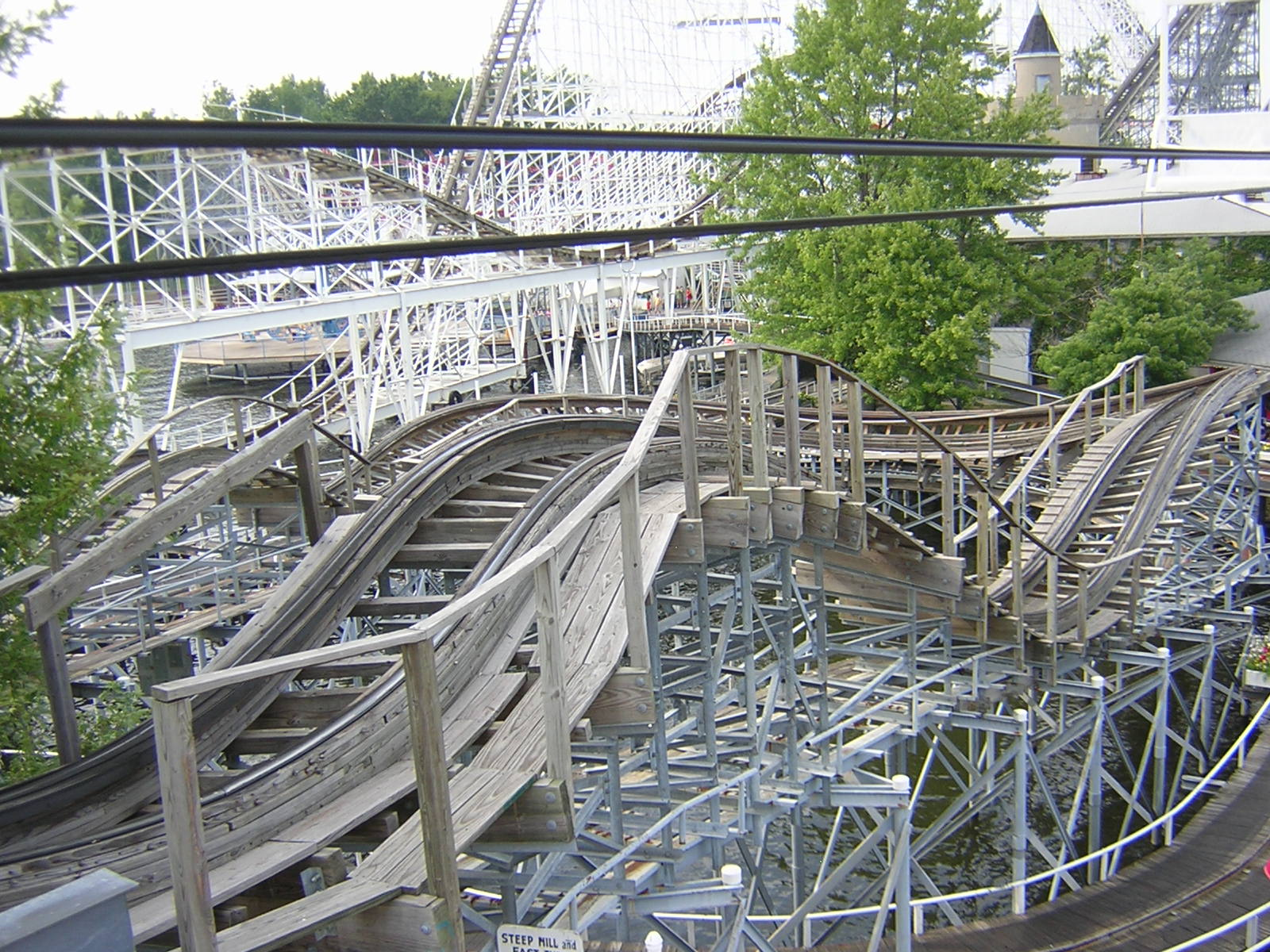
Lost Coaster of Superstition Mountain
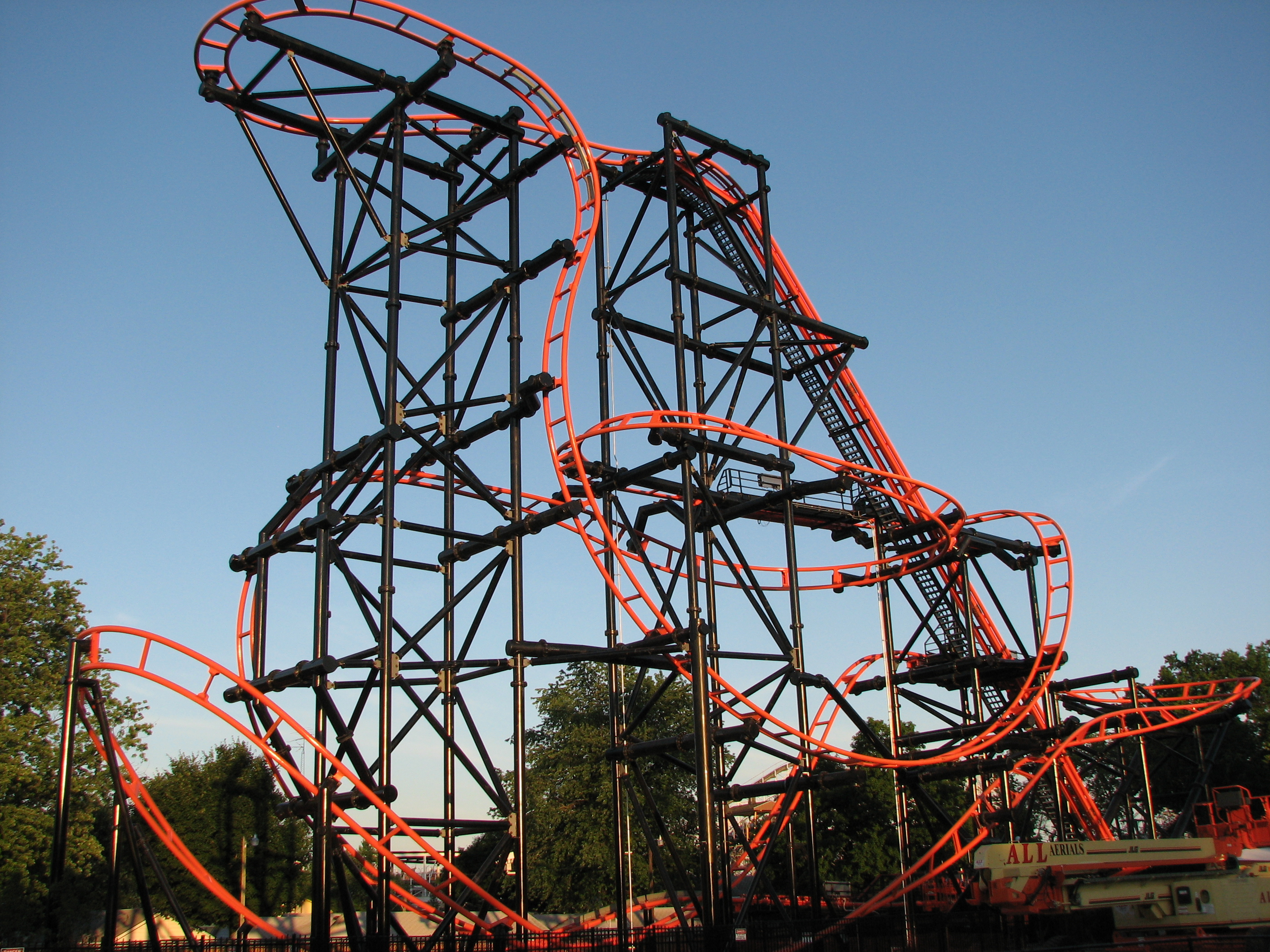
Steel Hawg
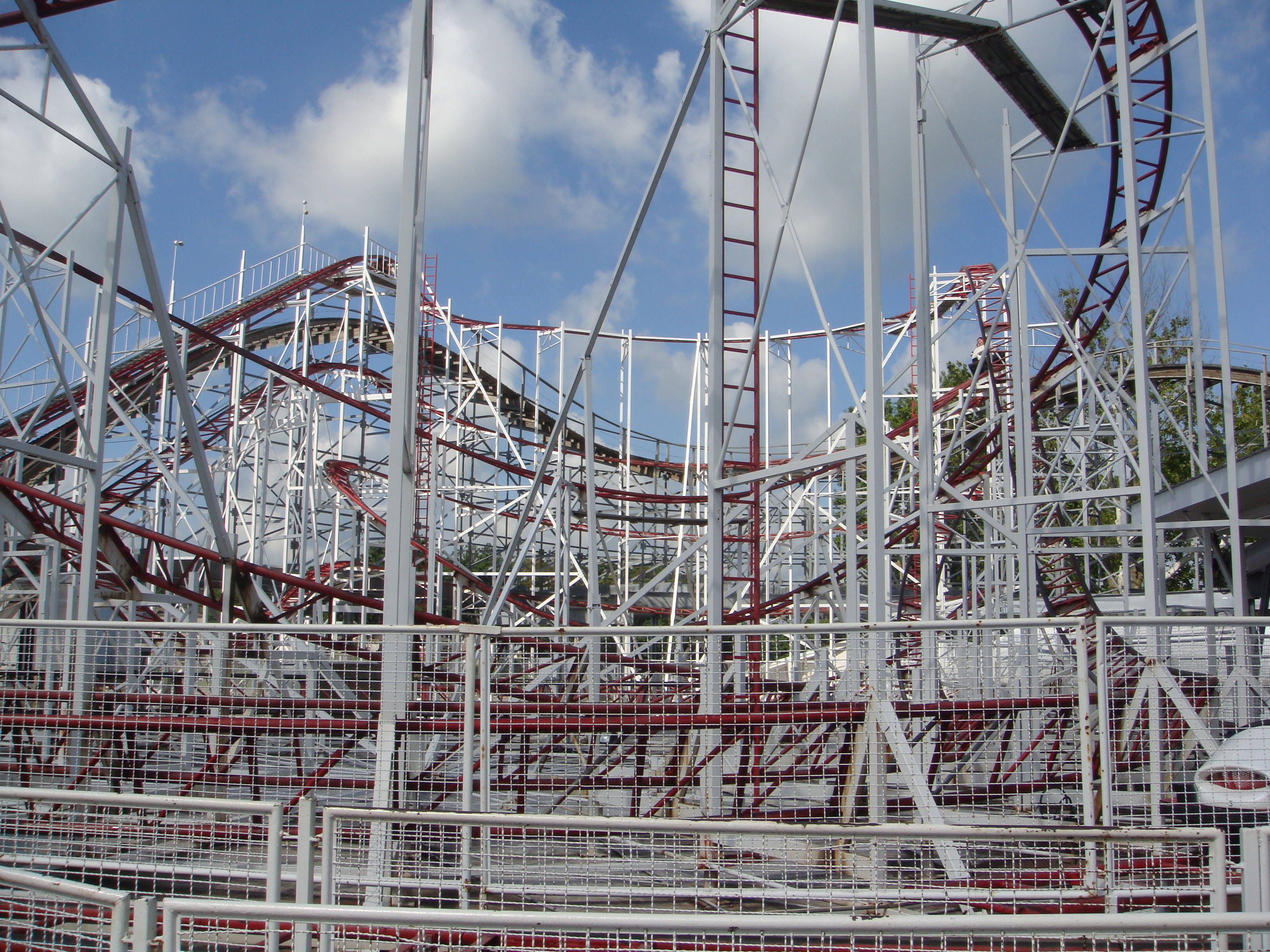
Tig'rr Coaster

### Attractions aquatiques
- Big Flush - toboggans aquatiques

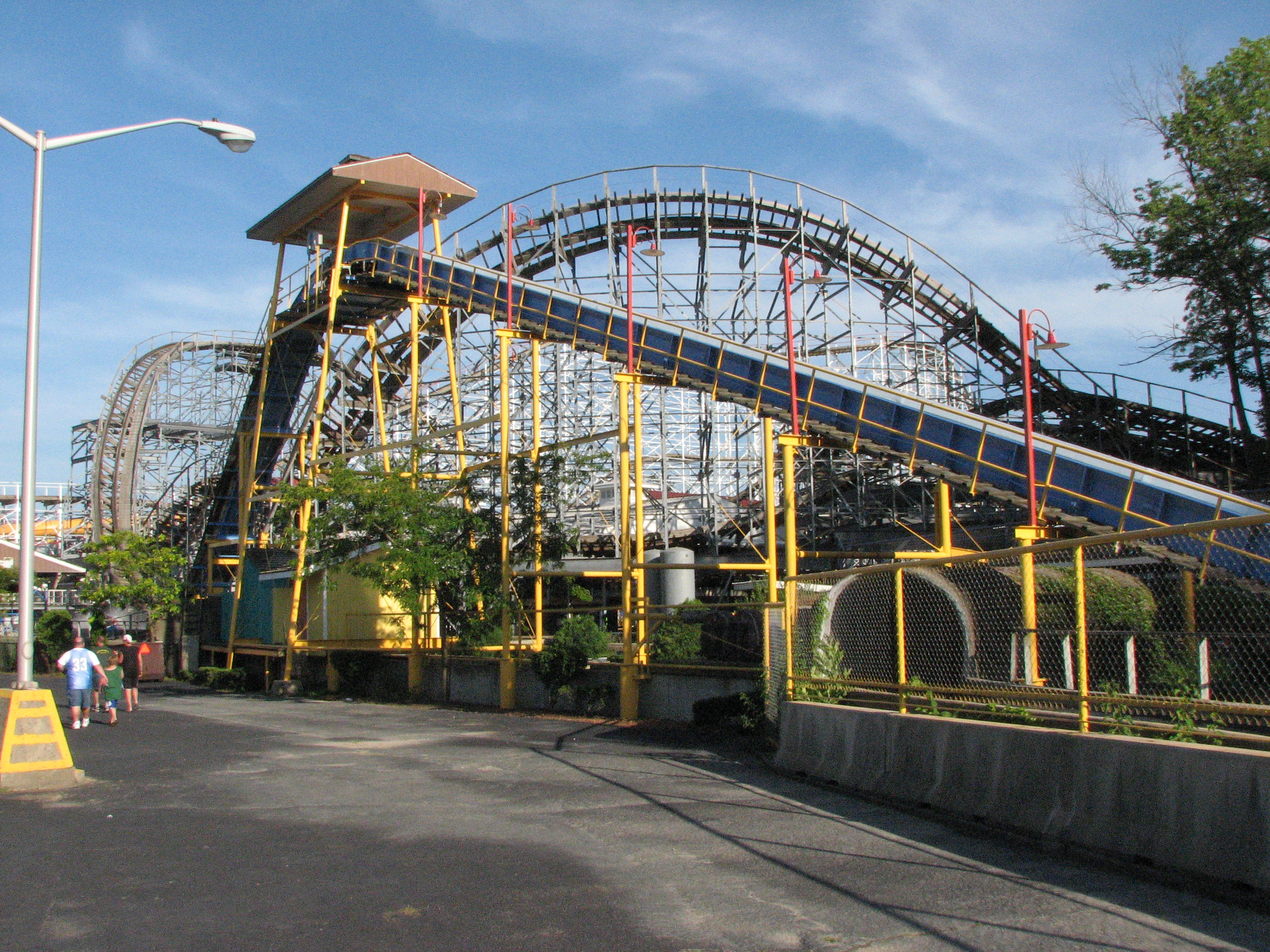
Rocky's Rapids

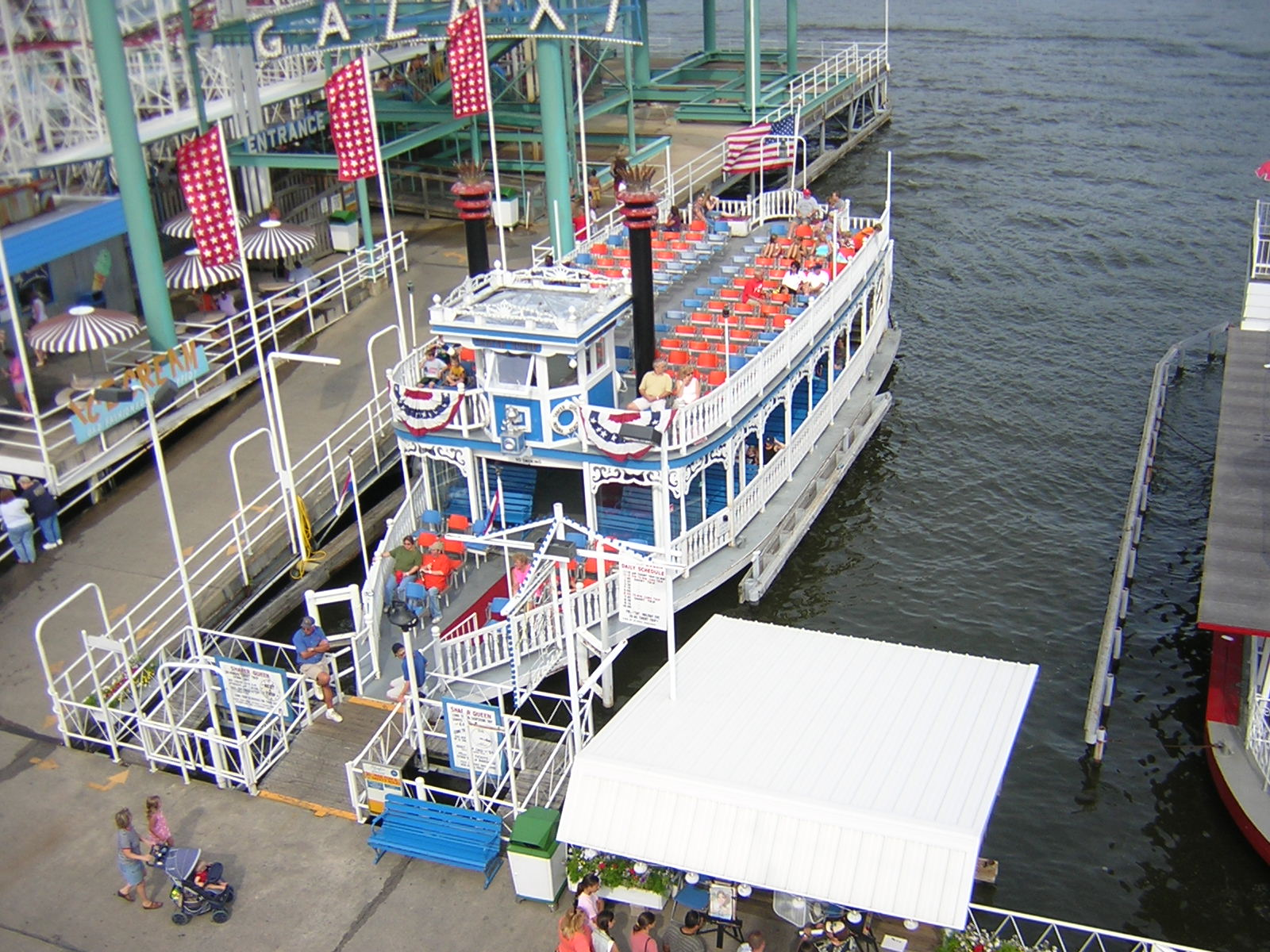
Shafer Queen en 2006

- Bumpers Boat - bateaux tamponneurs
- Rocky Rapids - Bûches d'Arrow Dynamics (1986)
- Shafer Queen - Croisière
- Splash Battle - Splash Battle

### Autres attractions
- Air Crow - Flying Scooters
- Antique Autos
- Boardwalk Golf - Minigolf
- Den of Lost Thieves - Parcours scénique interactif
- Dodg'em - Autos tamponneuses
- Double Shot - S&S Worldwide Double Shot
- Falling Star
- Flying Bobs
- Giant Gondola Wheel - Grande roue
- Kiddyland
- Merry-Go-Round - Carrousel
- Music Express - Music Express
- Paratrooper - Paratrooper
- Scrambler - Scrambler
- Sea Dragon - Bateau à bascule
- Skyride - Télésiège
- Tilt-a-Whirl - Tilt-A-Whirl
- Water Swing
- Dr Frankenstein's Haunted Castle - walkthrough
- SkyCoaster - Skycoaster

## Le parc aquatique
- Action River - Lazy river
- Sand Beach Swimming Area
- Splash Bash